# Can You Feel the Love Tonight
«Can You Feel the Love Tonight» (en español: «Puedes sentir el amor esta noche») —Es la noche del amor en España y Esta noche es para amar en Hispanoamérica— es una canción de la película animada de 1994 de Disney El rey león, compuesta por Elton John con letra de Tim Rice. Fue un éxito en el Reino Unido, llegando al número 14 en la UK Singles Chart, y consiguió incluso más éxito en los Estados Unidos, llegando al número 4 en el Billboard Hot 100. La canción fue número uno en Francia.

## Historia
La canción fue interpretada en la película por Kristle Edwards, Joseph Williams, Sally Dworsky, Nathan Lane y Ernie Sabella. Ganó el Óscar a la mejor canción original de 1994 y el Globo de Oro a la Mejor Canción Original. También Elton John recibió el Grammy a la mejor interpretación vocal pop masculina.
En 2003, una remix de la canción fue incluida en la edición especial de la banda sonora de El rey león, de nuevo cantada por Elton John.
En la película El rey león III, en la escena romántica donde originalmente se interpretaba la canción, también se puede escuchar la canción, pero con una diferencia: intercalada con las escenas románticas había pequeñas tomas cómicas de Timón y Pumba molestando a Simba y Nala.

## Temprana producción
Se planeó que la canción la cantaran Timón y Pumba, pero a Elton John no le gustaba la naturaleza cómica del concepto, ya que él planeó la canción como una canción de Disney completamente romántica. Es posible que esa versión de la canción fuera la usada para El rey león III. 
Disney ni siquiera había planeado poner la canción en la película en un principio. Fue solo la insistencia de Elton por lo que la compañía la puso en la película.
La canción estaba planeada que se cantara solamente por Simba y Nala pero al final la idea fue desechada y el resultado final fue que la canción se cantase por una voz en off (Kristle Edwards) con pequeñas líneas de Simba (Joseph Williams) y Nala (Sally Dworsky) y las partes del principio y del final por Timón (Nathan Lane) y Pumba (Ernie Sabella).

## Personal
- Elton John: piano, voz principal.
- Davey Johnstone: guitarra, coros.
- Chuck Sabo: batería.
- Phil Spalding: bajo, coros.
- Guy Babylon: teclado.
- Kiki Dee: coros.
- Rick Astley: coros.
- Gary Barlow: coros.
- Hans Zimmer: Orquestación y dirección